# Мар-о-Сонж
Мар-о-Со́нж (фр. Mare-aux-Songes) — небольшое болото в юго-восточной части острова Маврикий, расположенное на расстоянии менее километра от побережья залива Блю-Бэй. Находится на территории, ныне принадлежащей сахарной компании «Mon Trésor Sugar Estate». Получило известность в научных кругах после того, как в нём были обнаружены многочисленные костные останки маврикийского дронта и других животных, обитавших на острове и вымерших в историческое время. Площадь поверхности — 0,0186 км².

## Этимология
Буквально Mare-aux-Songes можно перевести с французского языка как «пруд мечтаний/сновидений», однако на самом деле словом Songe на Маврикии также называют культурный вид растения из рода колоказия (лат. Colocásia esculénta), известный как та́ро. На остров оно, возможно, было завезено французами, чтобы его съедобными клубнями кормить рабов на сахарных плантациях.

## История

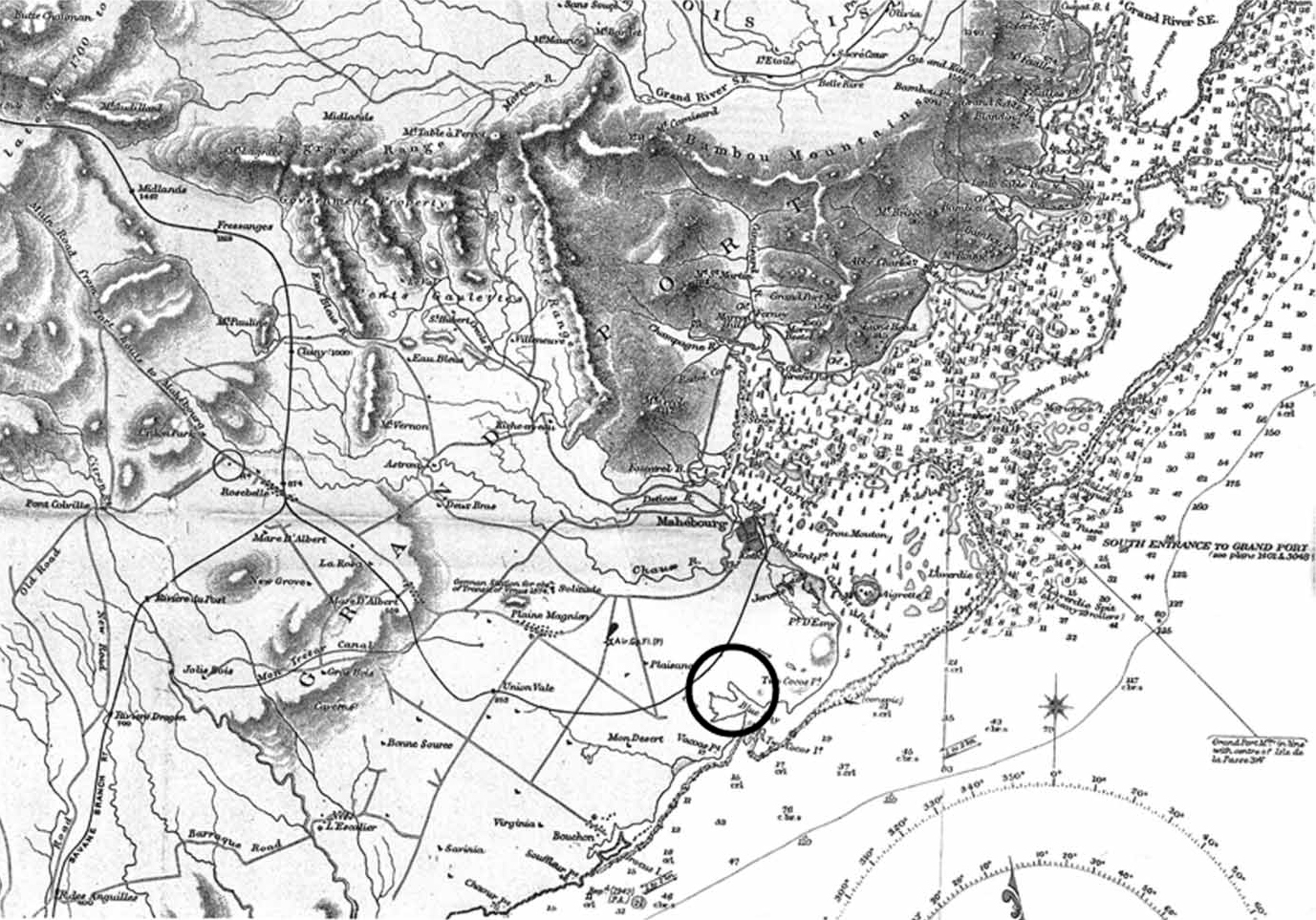
Болото Мар-о-Сонж на карте Маврикия 1866 года (отмечено кружком)

В 1865 году Джордж Кларк, учитель государственной школы маврикийского городка Маэбур, после 30-летних поисков, вдохновлённых монографией Стрикленда и Мелвилла «Додо и его родственники», в болоте Мар-о-Сонж обнаружил большое количество костных останков, принадлежавших в общей сложности более чем трёмстам особям дронтов.
В 1889 году Теодору Созье (фр. Théodor Sauzier) было поручено исследовать «исторические сувениры» Маврикия и найти новые останки додо в болоте Мар-о-Сонж. Его ждал успех и, кроме того, им были найдены останки и других вымерших видов птиц, в том числе рыжего маврикийского пастушка, маскаренской лысухи и маврикийского чубатого попугая. В настоящее время 26 музеев по всему миру имеют значительные фонды биологических материалов додо, почти все из которых найдены в Мар-о-Сонж.
В 1943 году в целях борьбы с малярией болото засыпали глыбами долерита и гравием, и в итоге оно было заброшено и забыто. В октябре 2005 года группа маврикийских и голландских исследователей произвела раскопки на трёх участках Мар-о-Сонж. В ходе работ было обнаружено множество останков, включая кости, по крайней мере, 17 дронтов различного возраста. Эти результаты были опубликованы в декабре 2005 года в Лейденском музее естественной истории. 63 % останков, найденных на болоте, принадлежали гигантским черепахам вымершего рода Cylindraspis, а 7,1 % — додо. Последующие исследования позволили сделать вывод, что дронты и другие животные увязли в болоте, пытаясь добраться до воды во время затяжной засухи в интервале 4235—4100 лет назад.